# Laurent Lompo
Djalwana Laurent Lompo, né le 1er janvier 1967 à Koulbou au Niger, est un prélat catholique nigérien, archevêque de l'archidiocèse de Niamey depuis 2014.

## Biographie

### Formation et prêtrise
Fils de Ounteini Lori et de Kagnopori Lompo, Djalwana Laurent naît le 1er janvier 1967 à Koulbou, un village situé à environ dix kilomètres de Makalondi.
Après ses études primaires à Makalondi et ses études secondaires à Say et à Niamey, il entre au séminaire en 1987, puis est ordonné diacre en 1996.
Il est ensuite ordonné prêtre le 20 septembre 1997, par Guy Romano en la cathédrale de Niamey.
Après son ordination, en 1997, il est nommé responsable du Foyer Samuel de Niamey et de la paroisse Saint-Gabriel de Garbado. En 2001, il effectue une année de formation à l'Institut de formation des éducateurs du clergé (IFEC) en France.
Puis, en 2003, il est nommé vicaire général du diocèse par Michel Cartatéguy.
Laurent Lompo a travaillé aux côtés de Michel Cartatéguy pendant 12 ans, pour le dialogue islamo-chrétien. Il a aussi œuvré pour la promotion des vocations au Niger, et a été quelques années responsable du Foyer Samuel pour les séminaristes.
Résolument engagé dans le dialogue islamo-chrétien et dans la pastorale sociale, il représente, de 2006 à 2013, les évêques du Niger au conseil d'administration de la Caritas Développement au Niger.

### Épiscopat
Le 26 janvier 2013, soit peu de temps avant sa renonciation, le pape Benoît XVI le nomme évêque auxiliaire de Niamey et évêque titulaire de Buffada (de). Le dimanche 9 juin 2013, Laurent Lompo est consacré évêque, dans le « Palais du 29 juillet » à Niamey, par Michel Cartatéguy entouré de Séraphin Rouamba, archevêque de Koupéla et président de la Conférence des évêques du Burkina Faso et du Niger, et d'Ambroise Ouédraogo, évêque de Maradi. Il devient alors le premier prêtre nigérien à être consacré évêque et choisit comme devise : « il y a plus de bonheur à donner qu'à recevoir », issu des Actes des Apôtres.
Le 11 octobre 2014, à la suite de la décharge de Michel Cartatéguy de la responsabilité de l'archidiocèse de Niamey, il est élu comme nouvel archevêque de Niamey par l'assemblée diocésaine de Niamey. Le pape François approuve son élection et il devient ainsi le premier archevêque nigérien de l'histoire,.
Dès janvier 2015, il doit faire face aux manifestations islamistes ainsi qu'aux violences perpétrées contre les chrétiens dans son diocèse, où il n'a pas encore été installé.
Son installation est d'abord prévue pour février mais elle est repoussée en raison des violences organisées contre les chrétiens à Zinder et à Niamey. Elle a finalement lieu le 14 juin 2015 en présence de plus de 2000 fidèles, d'une vingtaine d'évêques de la Conférence des évêques du Burkina Faso et du Niger, d'une délégation ministérielle conduite par le ministre de l'Intérieur et des Affaires Religieuses, Hassoumi Massoudou, de plusieurs hauts dignitaires musulmans et chrétiens, des représentants de plusieurs missions diplomatiques ainsi que des leaders des organisations de la société civile.